# Reserva nacional Las Chinchillas
La Reserva nacional Las Chinchillas es una reserva natural de Chile. Fue creada en 1983 y es el único lugar del país que se dedica a la conservación de este roedor que por su fina piel de alto valor comercial había sido explotado indiscriminadamente durante mucho tiempo, hasta ponerlo en peligro. En ella se pueden observar siete especies distintas de mamíferos nativos, así como la flora y fauna típica de la región. Se accede por la ruta que une Illapel con Combarbalá, al noreste de la ciudad.

## Biología
Además de las chinchillas, viven dentro de la reserva y las montañas circundantes otros pequeños mamíferos (principalmente roedores), dos especies de zorros, y felinos como el puma. En realidad sólo aproximadamente la mitad de las chinchillas salvajes se encuentran dentro de los bordes de reserva. La otra mitad vive en terrenos de propiedad comunal y privadas.
La reserva es hogar de un número de especies de aves, incluyendo tencas, perdices, loicas, turcas y peucos. Diversas especies de búhos habitan en el parque, incluyendo al pequén, el chuncho y el tucúquere. El cóndor andino también puede verse en el área.

## Vías de Acceso
Desde La Serena hasta Illapel, 300 kilómetros por la ruta 5 Panamericana o Autopista del Aconcagua.
A la reserva se accede por la ruta que une Illapel con Combarbalá a, 15 kilómetros al noreste de la ciudad. Esta ruta cruza la unidad en un tramo de 5 kilómetros.
El tiempo aproximado de viaje, desde La Serena, es de 4 horas y 30 minutos.

## Visitantes

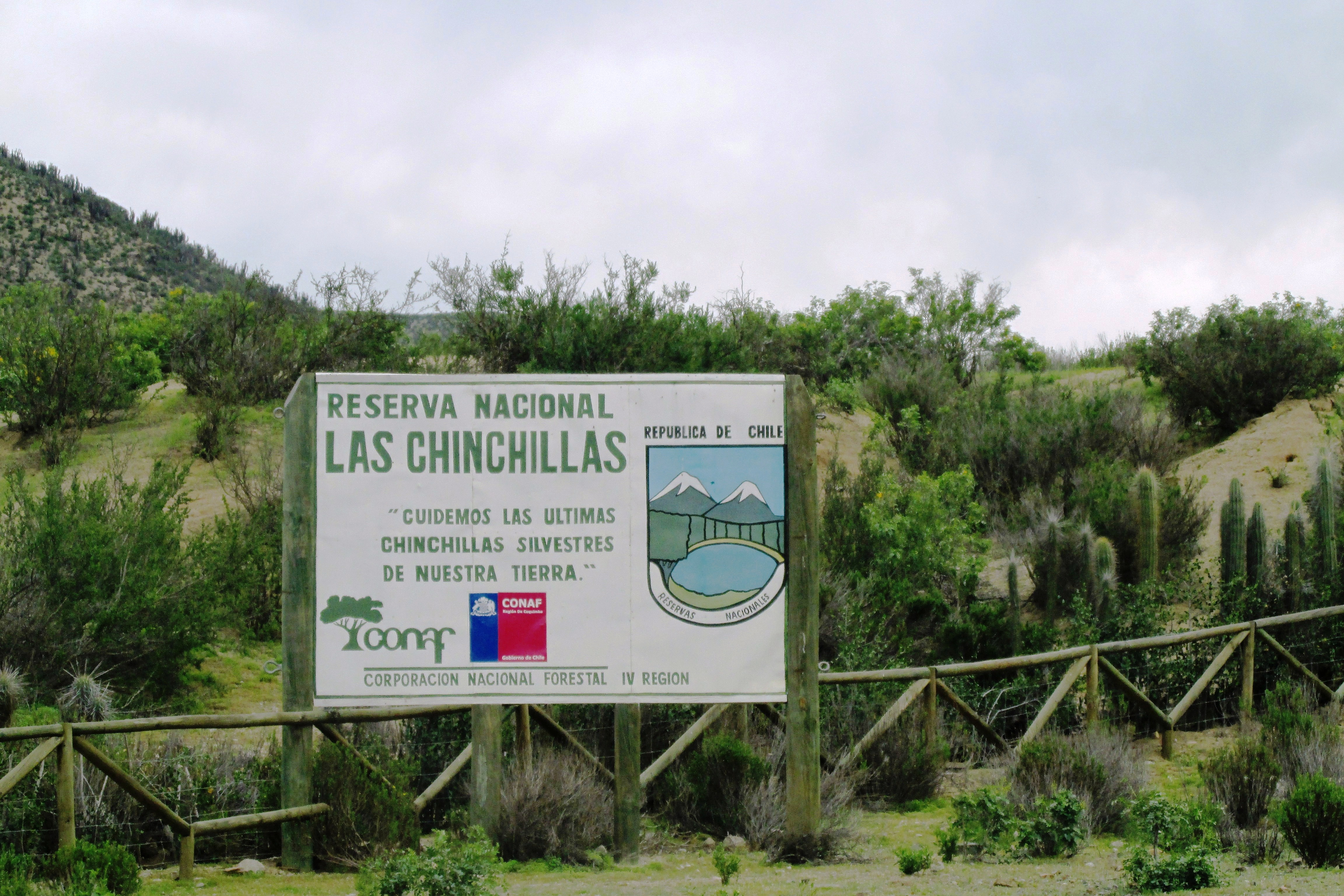
Acceso a la Reserva nacional Las Chinchillas.

Esta reserva recibe una cantidad reducida de visitantes chilenos y extranjeros cada año.
| Año         | 2012  | 2013  | 2014  | 2015  | 2016  | 2017  | 2018  | 2019  | 2020 | 2021 | 2022  | 2023  | 2024  |
| ----------- | ----- | ----- | ----- | ----- | ----- | ----- | ----- | ----- | ---- | ---- | ----- | ----- | ----- |
| chilenos    | 3.310 | 2.632 | 2.618 | 2.261 | 3.403 | 2.273 | 2.544 | 3.123 | 471  | 0    | 1.636 | 2.281 | 2.311 |
| extranjeros | 311   | 218   | 270   | 283   | 187   | 163   | 154   | 287   | 46   | 0    | 46    | 59    | 109   |
| Total       | 3.621 | 2.850 | 2.888 | 2.544 | 3.590 | 2.436 | 2.698 | 3.410 | 517  | 0    | 1.682 | 2.340 | 2.420 |

## Protección del subsuelo
La Reserva nacional Las Chinchillas cuenta con una protección de su subsuelo como lugar de interés científico para efectos mineros, según lo establece el artículo 17 del Código de Minería. Estas labores sólo pueden ser ejecutadas mediante un permiso escrito por el presidente de la República y firmado además por el ministro de Minería.
La condición de lugar de interés científico para efectos mineros fue establecida mediante Decreto Supremo N°153 de 30 de septiembre de 1983 y publicado el 22 de febrero de 1984.
 que fija el polígono de protección.